# 'Unplugged' 'Live' at The Academy of Music, Philadelphia USA
Renaissance Unplugged; Live at The Academy of Music, Philadelphia USA is een  livealbum van Renaissance. Het album werd opgenomen in Philadelphia (Pennsylvania) in een tijd dat de band door de fans van progressieve rock al lang dood was verklaard, maar de band wist het zelf nog niet. De band viel in 1987 definitief uit elkaar, vanaf toen zijn er diverse reünies geweest, die uiteindelijk zouden uitmonden in Tuscany. Deze opnamen van een concert van 1986 laten een band tijdens de aftakeling horen. De eens zo zuivere stem van Haslam laat het relatief vaak afweten, net zoals op de studioalbums die dit werkje voorafgingen. De twee belangrijkste leden van de band Annie Haslam en Michael Dunford wisten al welke richting het zou opgaan; bijna het gehele repertoire bestond uit nummers uit de succesperiode van de band.

## Musici
De samenstelling van de band is anders dan hun laatste studioalbum;
- Annie Haslam – zang
- Michael Dunford- akoestische gitaar, zang
- Raphael Rudd – piano, harp
- Mark Lambert – gitaar
- Charles Descarfino – percussie

Alle muziek en teksten zijn geschreven door Dunford / Betty Thatcher – Newsinger; 10 inclusief John Tout. 
| Nr. | Titel                                                         | Duur |
| --- | ------------------------------------------------------------- | ---- |
| 1.  | Can you understand                                            |      |
| 2.  | Carpet of the sun                                             |      |
| 3.  | Midas man                                                     |      |
| 4.  | Okichi-san                                                    |      |
| 5.  | I think of you                                                |      |
| 6.  | Black flame                                                   |      |
| 7.  | Mother Russia                                                 |      |
| 8.  | Northern light                                                |      |
| 9.  | Young prince and princes (uit Scheherazade and other stories) |      |
| 10. | trip to the fair                                              |      |
| 11. | The vultures fly high                                         |      |
| 12. | Running hard                                                  |      |

Studio: Renaissance (1969) · Illusion (1971) · Prologue (1972) · Ashes Are Burning (1973) · Turn of the Cards (1974) · Scheherazade and other stories (1975) · Novella (1977) · A Song for All Seasons (1978) · In the Beginning (1978) · Azure d'Or (1979) · Camera Camera (1981) · Time-Line (1983) · Tuscany (2000) · The Mystic and The Muse (ep) (2010) · Grandine il Vento (2012)
Annie Haslams Renaissance: Blessing in Disguise  (1994)
Michael Dunford's Renaissance: The Other Woman  (1994) · Ocean Gypsy (1997)
Live: Live at Carnegie Hall (1976) · Renaissance Live at the Royal Albert Hall (1977) · BBC Sessions (1999) · Day of the Dreamer (2000) · Renaissance Unplugged (2000) · In the Land of the Rising Sun (2002) · Dreams and Omens (2008) · Renaissance DeLane Lea Studios 1973 (2015) · A symphonic journey (2018)
Compilatie: Tales of 1001 Nights (Parts 1 and 2) (1990) · Da Capo (1995) · Songs from Renaissance Days (1997) · Live & Direct (2002)